# Thomas Reid
Thomas Reid (Strachan, 26 aprile 1710 – Glasgow, 7 ottobre 1796) è stato un filosofo scozzese.

## Biografia
Contemporaneo e amico-avversario di David Hume, ebbe un ruolo importante nell'era dei lumi in Scozia. Compì studi teologici e fu per lungo tempo pastore nel villaggio di Newmachar (1737-1752), nei pressi di Aberdeen. Successivamente si trasferì ad Aberdeen dove fu insegnante al King's College dal 1752 al 1764. Nel 1764 venne nominato professore alla Cattedra di filosofia dell'Università di Glasgow, succedendo ad Adam Smith. Nel 1765 pubblicò la sua opera più conosciuta: Ricerca sulla mente umana secondo i principi del senso comune.

## Pensiero
In questo lavoro il filosofo scozzese confutava le teorie basate sullo scetticismo, da Thomas Reid definite teorie delle idee, dei vari David Hume, John Locke e René Descartes che sostenevano come fosse impossibile giudicare dell'esistenza delle cose che per Reid invece sono fonte di sicura conoscenza tramite le percezioni, quelle che il senso comune riconosce come vere.

### Senso comune
Reid fu infatti il fondatore della corrente di pensiero detta Scuola scozzese, basata sul senso comune che eserciterà il suo influsso su un notevole numero di autori scozzesi, tra questi vanno ricordati Dugald Stewart e Thomas Brown; quest'ultimo riconoscerà al filosofo il valore del suo contributo nel futuro sviluppo dell'associazionismo.
Reid di Hume criticò lo scetticismo e di Locke la formazione ancora troppo aristotelica che lo aveva condotto a considerare le idee come filtro tra il mondo esterno e la mente. Hume aveva negato l'esistenza della realtà esterna e delle leggi di causalità; Reid tende a ristabilirle fondandole su il "senso comune", ossia sulle credenze dell'umanità. 
Il procedimento induttivo è infatti intuitivo negli uomini che si affidano al "senso comune":

### La mente
Anche sulla teoria della mente lo scetticismo ha prodotto ipotesi errate. Nella mente umana una parte si è conservata nella specie ed è quella che riguarda gli istinti che mirano alla propria conservazione materiale ma «vi sono [...] altri poteri, di cui la natura ha soltanto posto i semi nella nostra mente, ma ha lasciato alla cultura il compito di svilupparli. È attraverso un'approfondita cultura di essi che noi diveniamo capaci di tutti quei perfezionamenti nell'intelletto, nel gusto e nella morale, che esaltano e onorano la natura umana».
L'uomo è una realtà naturale e come tale agisce «come un albero della foresta, puramente un prodotto della natura» ma
Reid fu tra i primi della sua epoca a riconoscere alla mente umana facoltà che la rendevano attiva per sua stessa natura, senza essere cioè frutto di strutture perfette perché fatte ad immagine e somiglianza di Dio, come aveva affermato Cartesio. 
La nostra mente dunque coglie le sensazioni e le scompone e compone secondo «abitudini, astrazioni, associazioni» generano il pensiero qualcosa di profondamente diverso dove non si possono più identificare le originarie percezioni. Questa elaborazione delle sensazioni impedisce la possibilità di capire la natura della mente ricostruendone la storia per esempio «di tutto quello che è passato per la mente di un bambino dall'inizio della sua vita e delle sue sensazioni sino a quando è cresciuto all'uso della ragione». Tuttavia possiamo tentare di analizzare la mente studiando  «la struttura del linguaggio» e «il corso delle azioni e della condotta dell'uomo».

### Il comportamento
Le azioni e la condotta degli uomini forniscono ulteriori informazioni sulla loro mente. Il modo di agire dell'uomo è infatti effetto di sentimenti, passioni che noi possiamo, in parecchi casi, conoscere formandoci «un giudizio sulla causa partendo dagli effetti» e le cause delle azioni umane ci dicono che «l'uomo è per sua natura un animale socievole, [...] egli ama associarsi con la sua specie, conversare e scambiare prestazioni con i suoi simili».

### La polemica sulle idee
Secondo Hume, Locke e Berkeley solo le nostre idee esistono come un'immagine prodotta dalla nostra mente. Affermano questi filosofi che ad esempio l'idea del sole non prova che vi sia veramente una realtà chiamata sole: ma questa asserzione, osserva Reid,  «è direttamente contraria al senso universale degli uomini che non sono stati istruiti in filosofia. Se vediamo il sole o la luna, non dubitiamo che gli oggetti reali che noi vediamo immediatamente sono molto distanti da noi e molto distanti l'uno dall'altro. Noi non abbiamo il minimo dubbio che vi siano un sole e una luna, che Dio creò qualche migliaio d'anni fa, e che hanno continuato da allora a compiere le loro orbite in cielo».
Hume e gli altri invece sostengono una teoria per cui sembrano dire che «non v'è dunque nessun essere sostanziale e permanente chiamato il sole e la luna, che continui a esistere sia che io pensi a esso, sia che io non vi pensi». 
Invero Locke direbbe che esistono realtà sostanziali e permanenti come il sole e la luna ma che «[il sole e la luna] non appaiono mai a noi di persona, ma sempre attraverso le loro rappresentazioni, cioè le idee nella nostra mente, e noi non sappiamo nulla di essi all'infuori di quello che possiamo apprendere da tali idee»
Berkeley e Hume invece negherebbero anche l'esistenza di queste realtà sostanziali e direbbero che è da ignoranti «il pensare che vi siano degli esseri permanenti e sostanziali chiamati il sole e la luna [...]. Non esiste nulla in natura all'infuori delle menti e delle idee, dice il vescovo Berkeley. Anzi, dice Hume, non esiste nulla in natura all'infuori delle sole idee».
Ma queste affermazioni veramente, afferma Reid, sono talmente astruse che non occorre controbatterle basta riferirsi all'«intendimento comune»

## Opere
- Inquiry into the Human Mind on the Principles of Common Sense (Ricerca sulla mente umana in base ai principi del senso comune), 1764, Glasgow & London.
- Essays on the Intellectual Powers of Man (Saggi sulle facoltà intellettuali dell'uomo), 1785.
- Essays on the Active Powers of Man (Saggi sulle facoltà attive della mente umana), 1788.

### Testi disponibili in italiano
- Ricerca sulla mente umana e altri scritti, a cura di Antonio Santucci, Torino, UTET, 1996.
- Sintesi critica della logica di Aristotele (1774), a cura di Mauro Lucaccini, Saonara, Il Prato, 2008.

### Studi
- Cuneo, Terence e van Woudenber, René (a cura di) The Cambridge Companion to Thomas Reid, Cambridge University Press, 2004.
- Dalgarno, Melvin e Matthews, Eric (a cura di), The Philosophy of Thomas Reid, Dordrecht, Kluwer, 1989.
- Davis, William C. Thomas Reid's Ethics: Moral Epistemology on Legal Foundations, Continuum International, 2006.
- Hovenkamp, Herbert. Science and Religion in America, 1800-1860, University of Pennsylvania Press, 1978.
- Santucci, Antonio. Filosofia e cultura nel Settecento britannico, Bologna, Il Mulino, 2001 (Vol. I: Fonti e connessioni continentali. John Toland e il deismo, Vol. II: Hume e Hutcheson. Reid e la scuola del senso comune)
- Wolterstorff, Nicolas. Thomas Reid and the Story of Epistemology, Cambridge University Press, 2004.